# 港澳客輪碼頭
港澳碼頭，是由政府管轄兩個香港跨境渡輪服務碼頭之一，位於香港島上環信德中心，為信德中心發展計劃的一部份，由馬海建築師樓設計，1985年啟用，提供往來香港與澳門及香港與大陸港口（珠海、深圳蛇口）的高速客輪服務及來往香港與澳門的直昇機航線。

## 歷史
港澳碼頭的歷史最早可以追溯至1900年，當時的省港澳輪船公司碼頭，即現今的林士街多層停車場，提供來往華東沿海地區、珠江沿岸、澳門及香港的船運服務。1920至30年代間，隨著船運發展，多個碼頭從威利麻街向東綿延至皇后碼頭一帶，而現今的港澳碼頭範圍內則有約10個商用、公用及私人碼頭。1938年，由於日軍入侵廣州，省港澳輪船公司來往香港、澳門及中國沿海城市的海上航線被迫暫停。
1941年，日軍佔領香港。1942年，在日本軍政府旗下的交通部船務處管理下，駛往廣東及澳門的輪船服務得以復駛。1945年，香港重光。
1961年，港澳碼頭正式遷往上環新填地的現址。
1985年，現今的港澳碼頭隨信德中心一同竣工及開幕。

因应2019冠狀病毒病疫情，香港特区政府宣布需要进一步禁制部分香港出入境管制站运作，故自2020年2月4日起港澳客輪碼頭中止運作，是港澳碼頭首次在八號及以上熱帶氣旋警告生效以外情況而需緊急封閉。2023年1月8日，碼頭恢復运作。

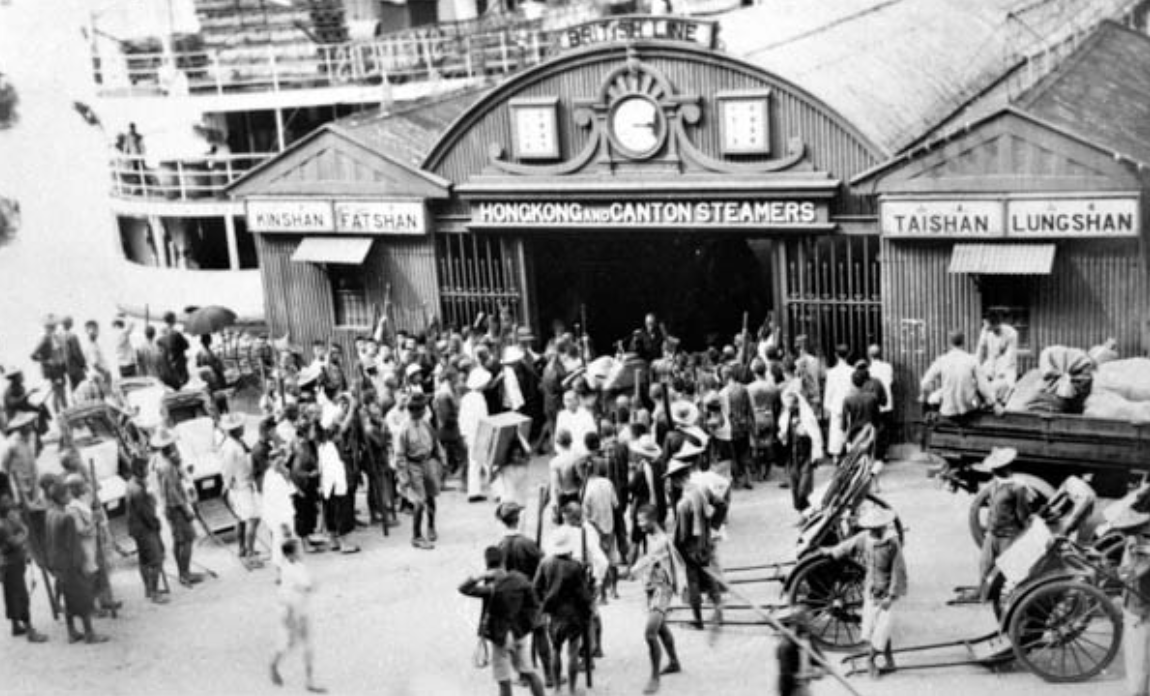
省港澳輪船公司（英语：Hong Kong, Canton & Macao Steamboat Company）碼頭，可見當時有來往佛山、台山等地的輪船服務。
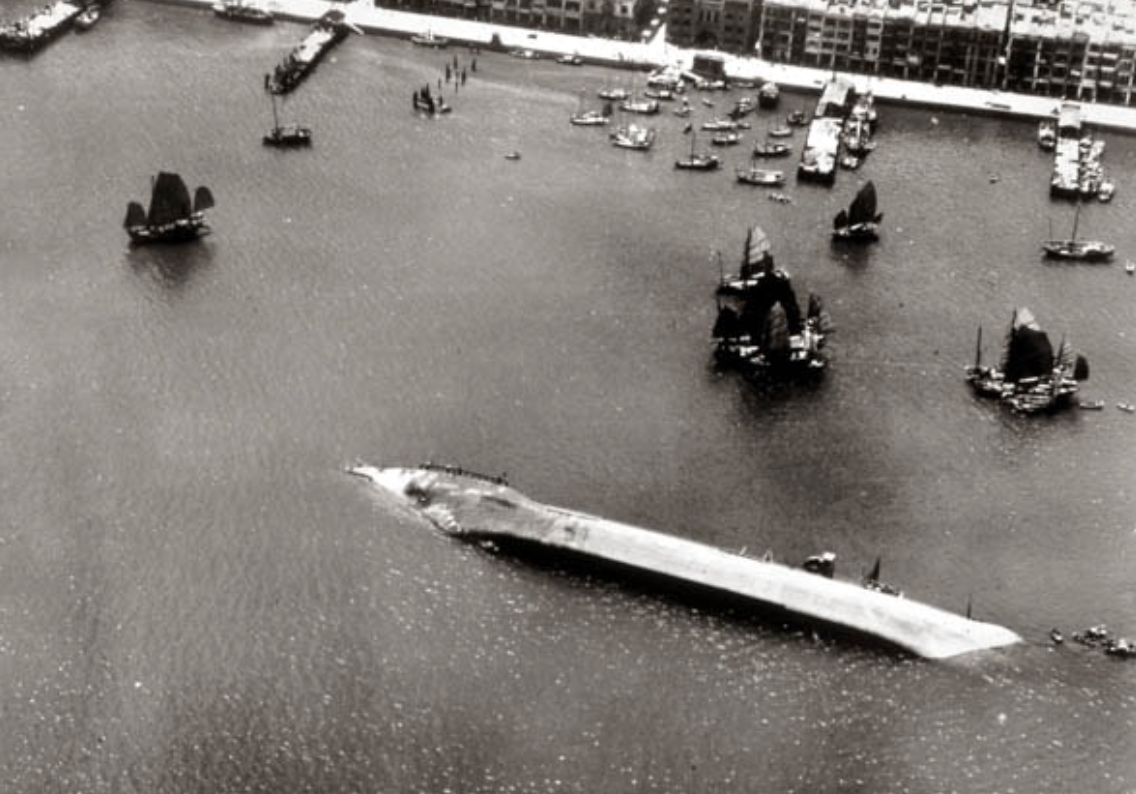
上環海傍的碼頭及船隻，攝於1945年。
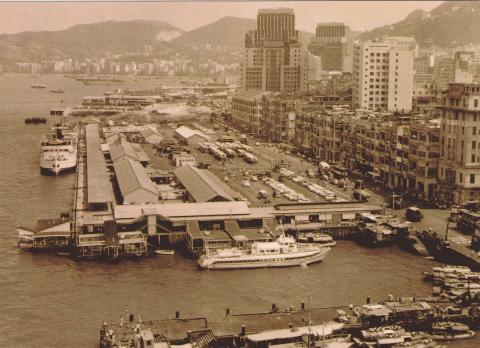
1960年代啟用的港澳碼頭，位置與今日的碼頭相同。
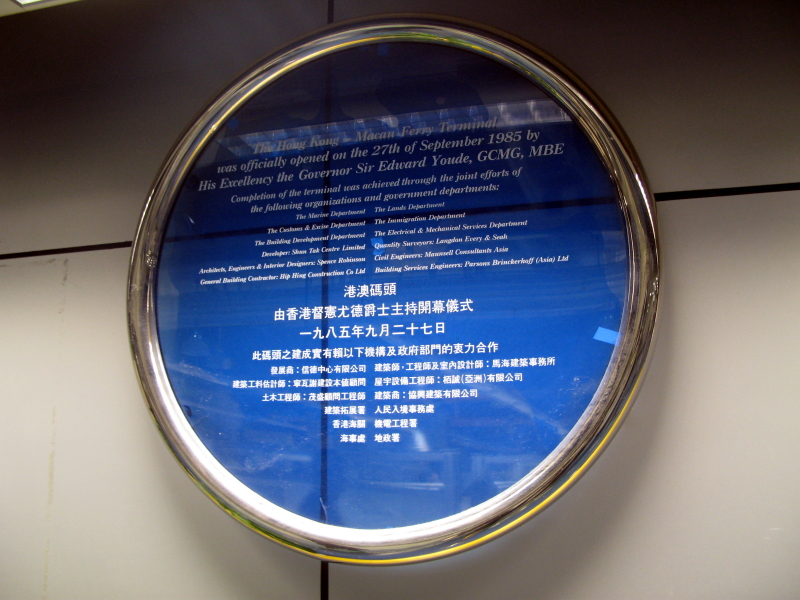
1985年的港澳碼頭開幕牌匾

## 直昇機坪
碼頭天台設有空中快線直升機場停機坪，由空中快線直升機有限公司營運，提供來往港澳的直昇機航班、包機服務。可抵達澳門外港客運碼頭、澳門國際機場、深圳寶安機場及廣州白雲機場。搭乘直昇機且年滿12歲的旅客，機票票價加收機場稅港幣120元。當日在HKG/HHP機場下機並當日客輪碼頭的直昇機離境，可向民航署申請豁免機場稅。

## 跨境渡輪
碼頭提供多條航線往來香港、澳門及廣東省的主要碼頭：
噴射飛航
- 港澳碼頭 ↔ 澳門外港客運碼頭
- 港澳碼頭 ↔ 澳門氹仔客運碼頭

金光飛航
- 港澳碼頭 ↔ 澳門氹仔客運碼頭

珠江客運
- 港澳碼頭 ↔ 珠海九洲港

招商迅隆船務
- 港澳碼頭 ↔ 深圳蛇口郵輪中心

鵬星船務
- 港澳碼頭 ↔ 深圳蛇口郵輪中心

## 離境稅
利用港澳碼頭出境的本地居民及外地旅客 （澳門居民除外），均需支付香港特區政府收取的離境稅。
- 澳門居民出示澳門身份證可豁免繳付離境稅
- 乘搭客輪離境，不論年齡每位收費港幣11元。
- 乘搭直昇機離境，年滿12歲的旅客收費港幣120元之香港離境稅及澳門幣30元之航空港務局服務稅。

由1999年4月1日起，如乘客在同一天內乘搭飛機抵港及離港亦可獲豁免繳付稅款。

## 圖集

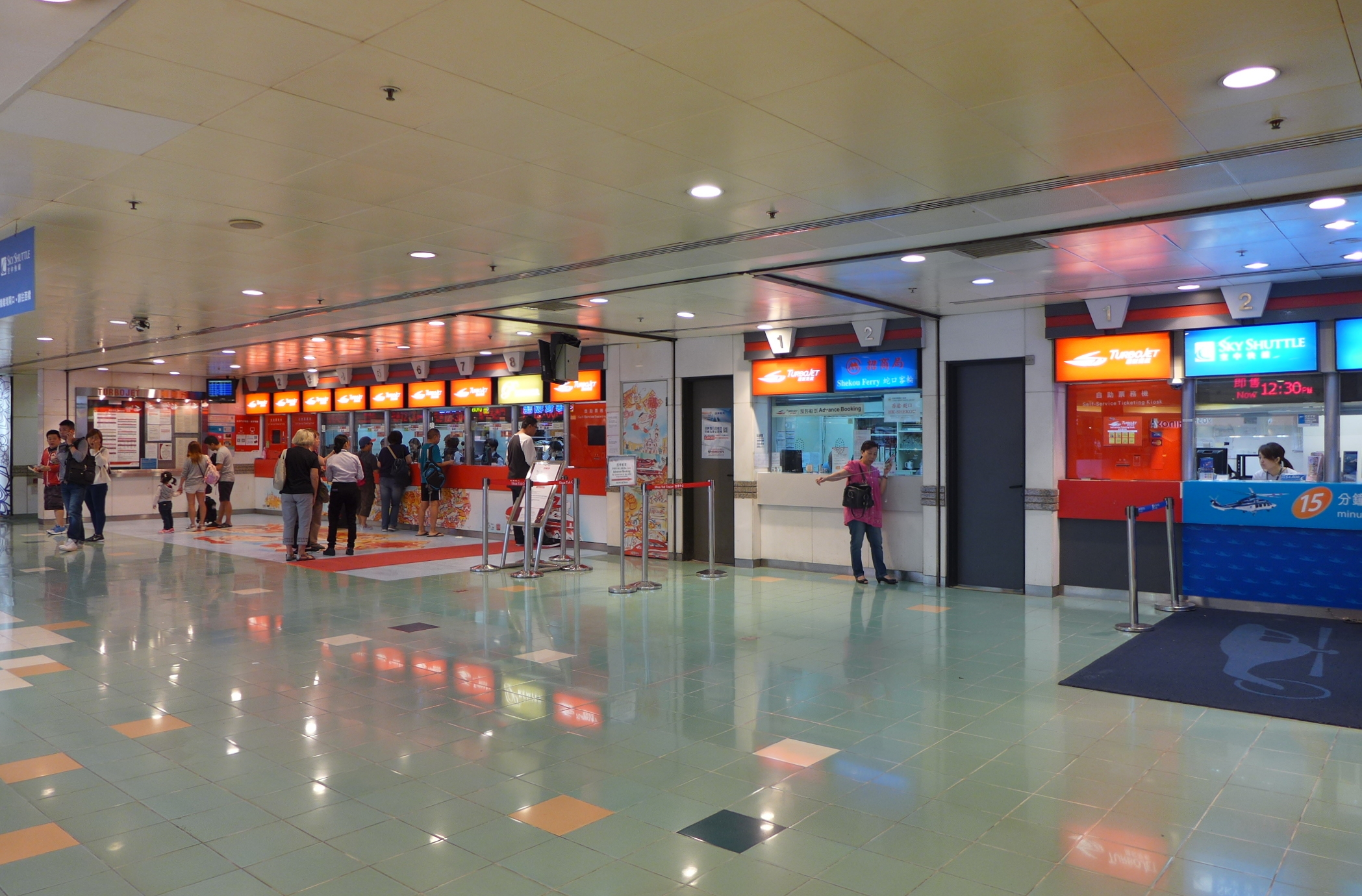
港澳客輪碼頭售票處
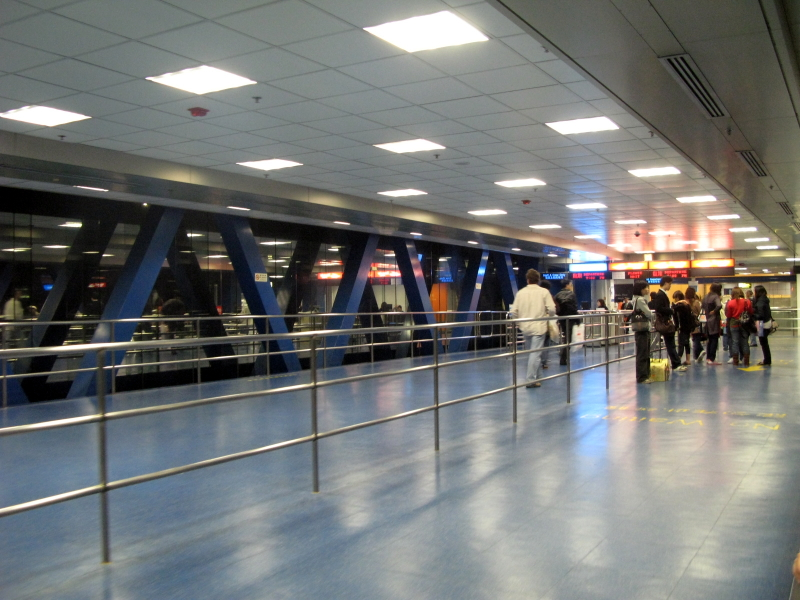
行人天橋連接港澳客輪碼頭
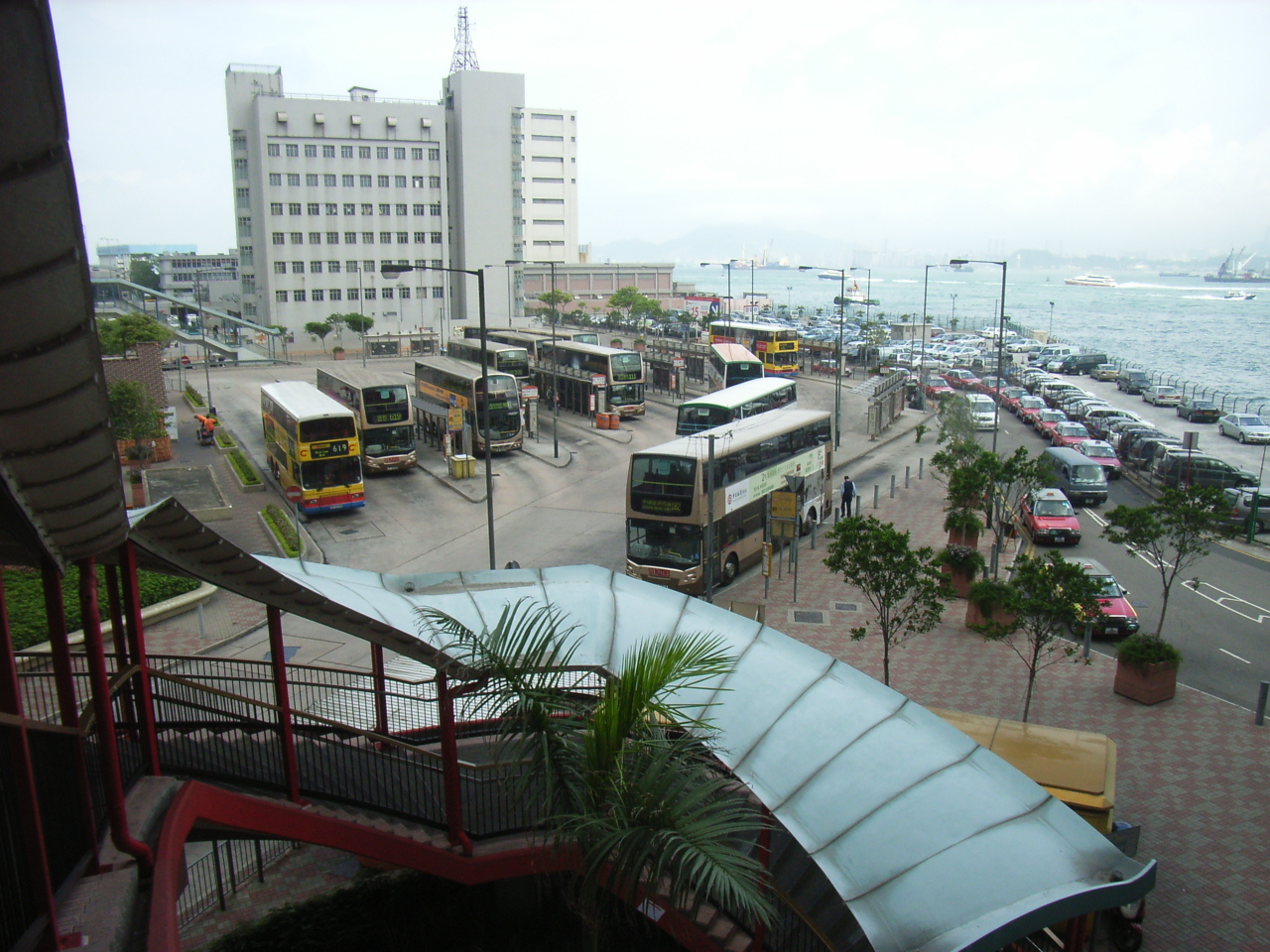
港澳客輪碼頭旁的巴士總站，昔為「大笪地」
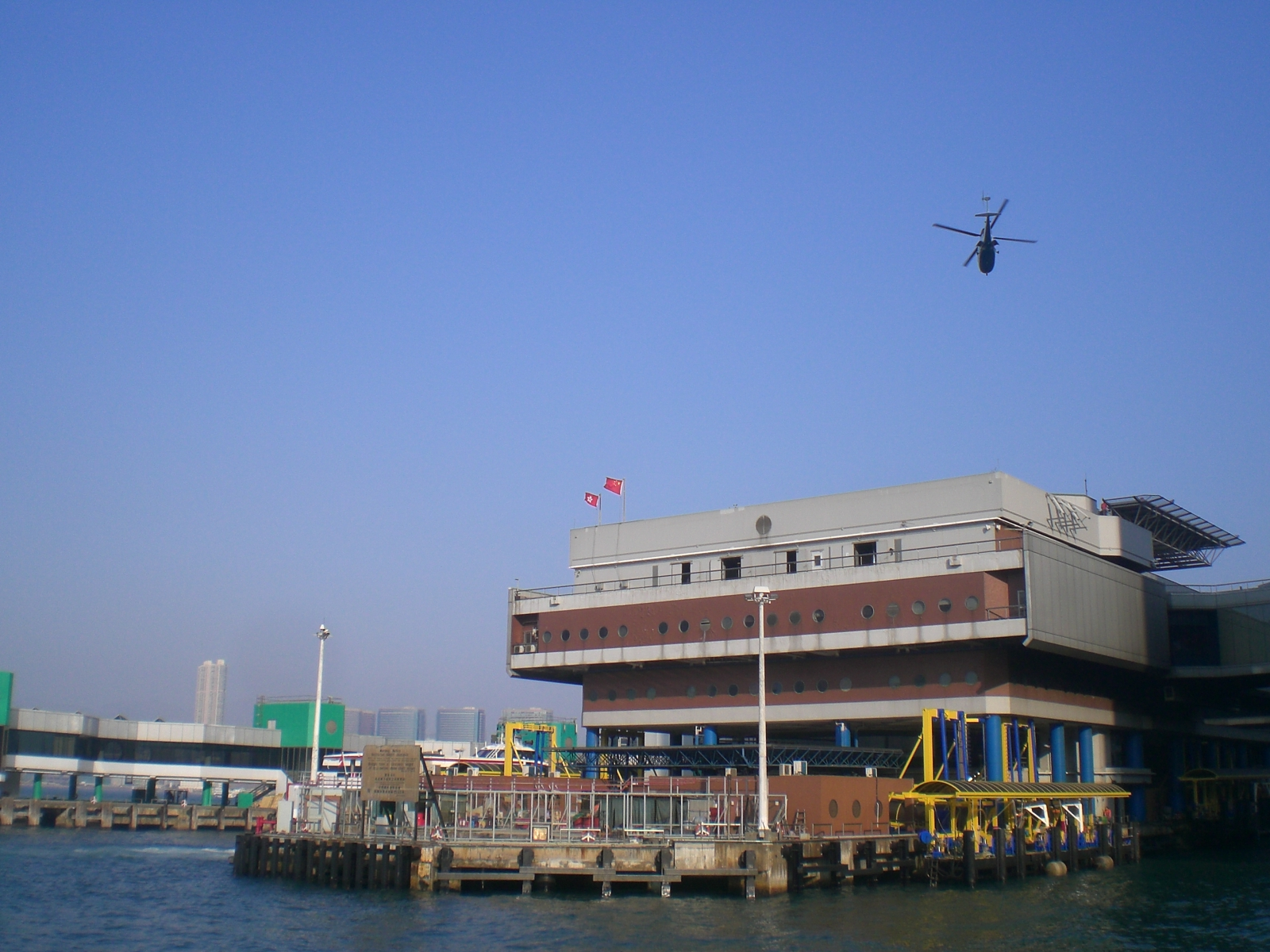
信德直昇機機場
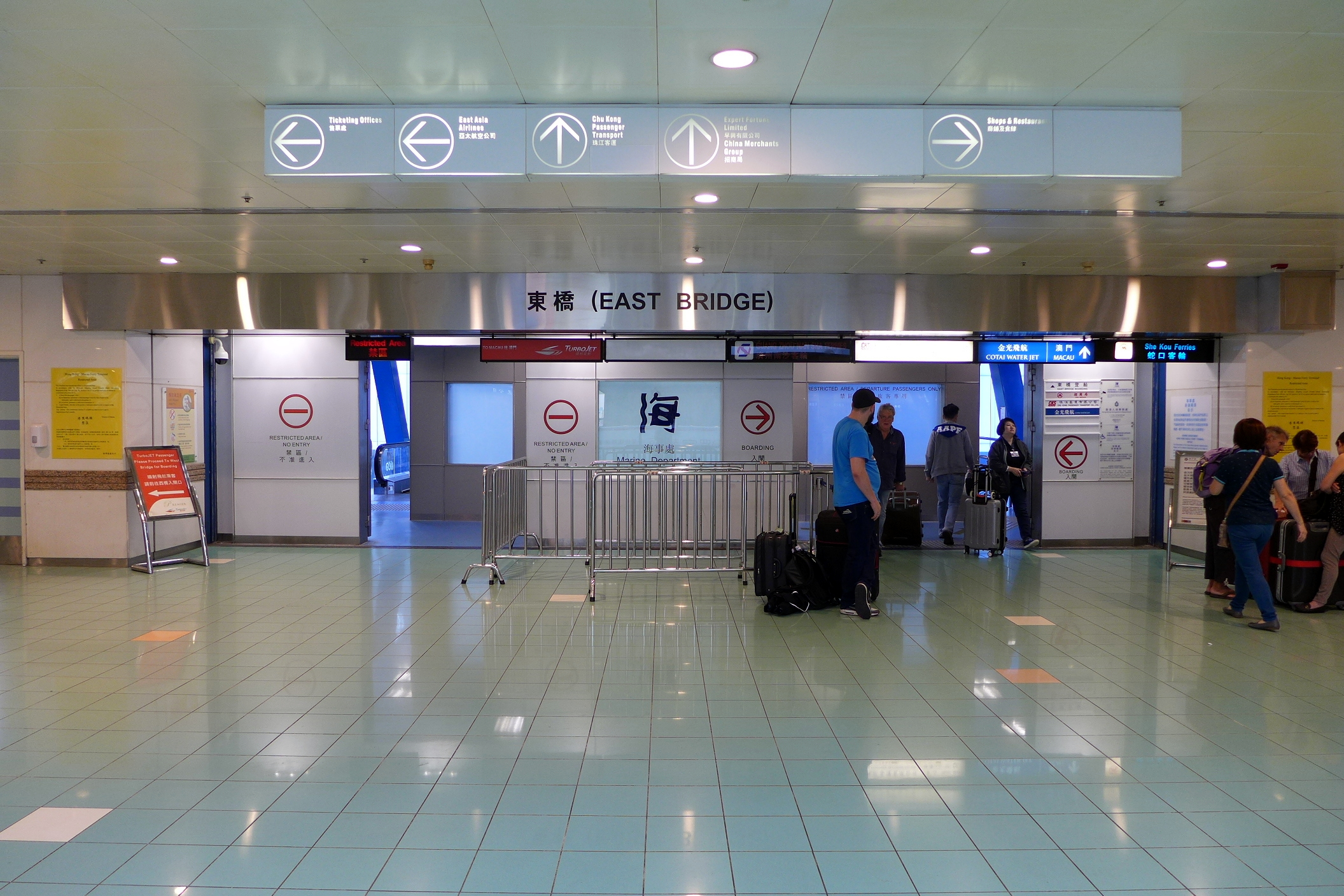
金光飛航在香港港澳客輪碼頭的入閘口
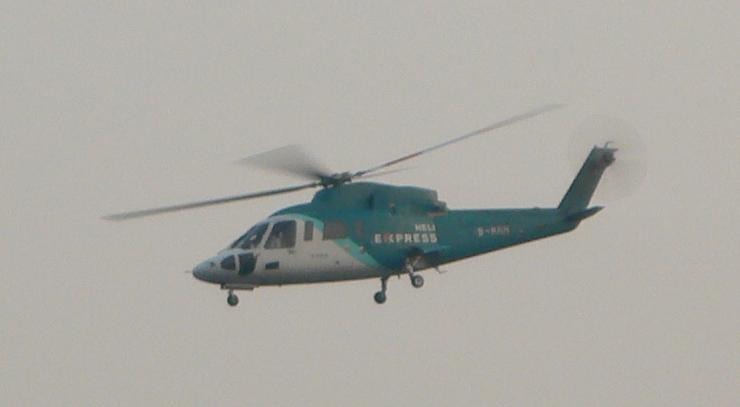
一架由信德中心起飛的空中快線直昇機
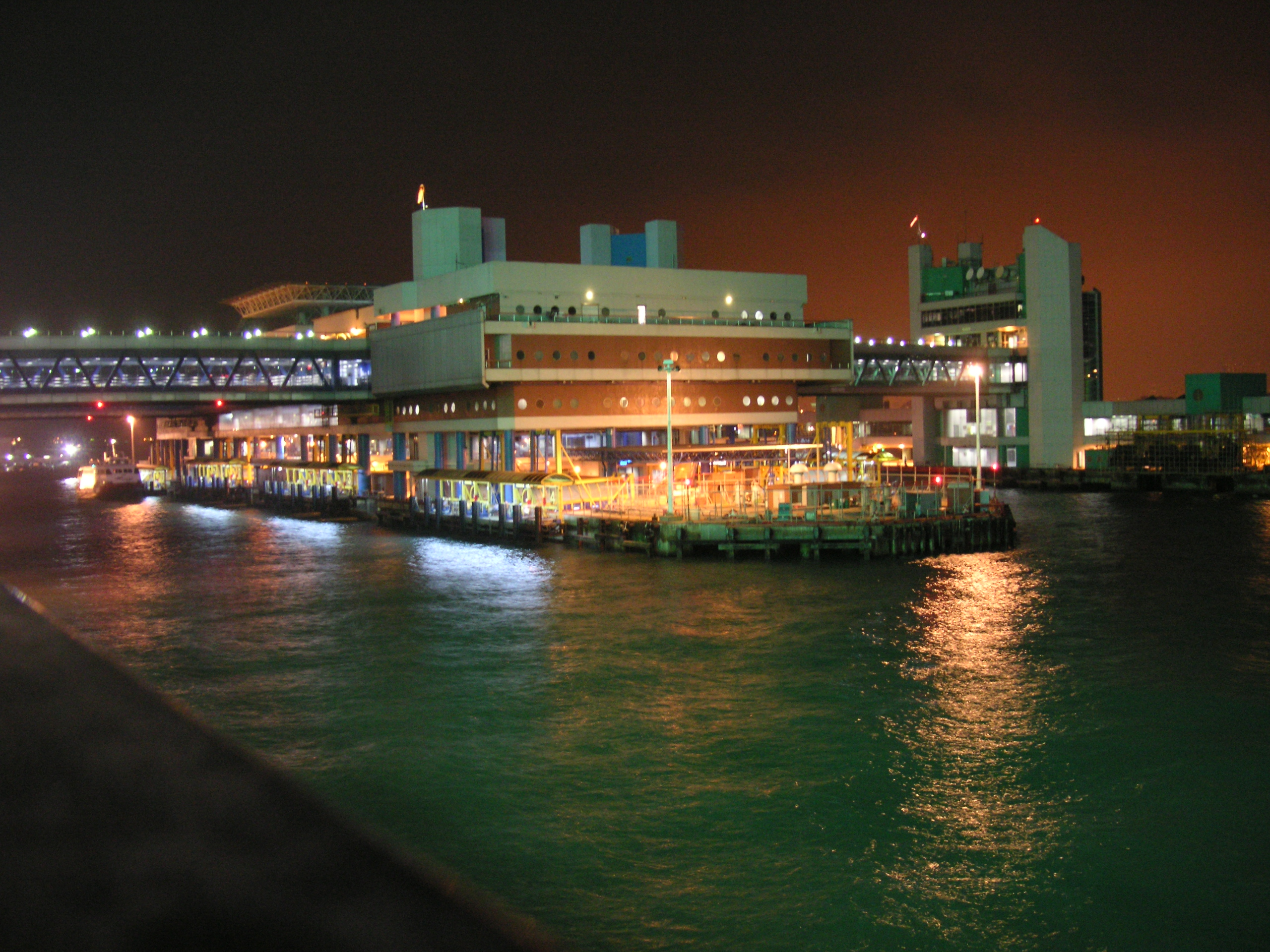
港澳客輪碼頭夜景
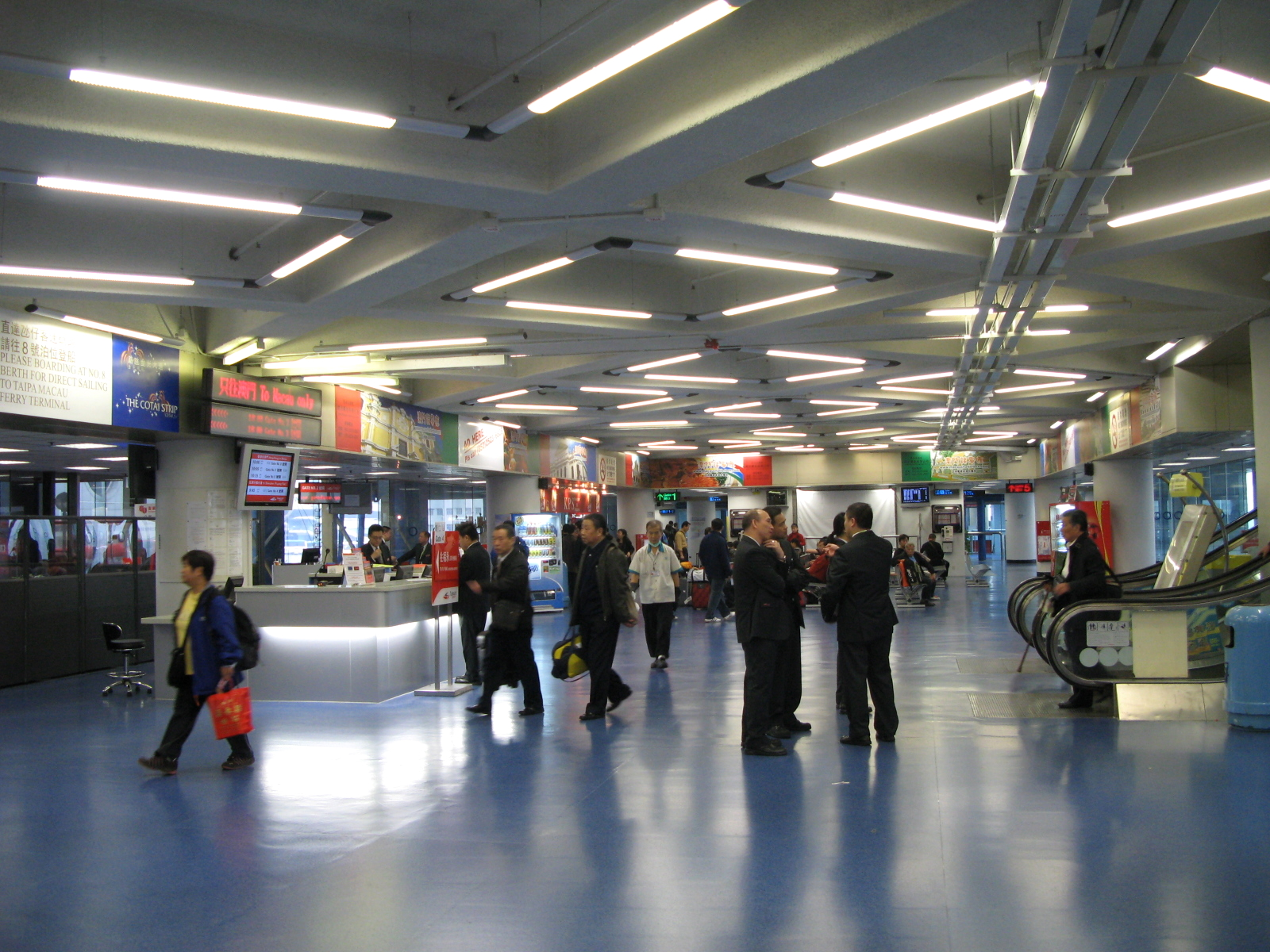
港澳客輪碼頭等候區

## 意外事故
2010年7月3日中午約12時，一架空中快線EA206A號直昇機由香港上環港澳客輪碼頭起飛前往澳門外港客運碼頭，在起飛數分鐘，機師聽到機尾巨響，在距離上環空中快線直昇機場500米之維多利亞港海面緊急着陸，機上11名乘客及2名機員全部輕傷，送往瑪麗醫院檢驗後全部出院。
2019年3月25日下午4時許，一艘載有140名乘客和10名船員的噴射飛航高速客船「宇航2014號」從澳門外港客運碼頭駛至上環港澳客輪碼頭時，船員為船隻左邊推進器清理吸入的垃圾，此時船隻右邊推進器發生故障，船隻在水流影響下靠向海濱長廊4號及5號碼頭之間岸邊，再撞向岸上欄杆，一列欄杆被撞凹，玻璃圍欄碎裂，無人受傷，但船身部分油漆剝落。

## 外部連結
- 香港法例 第313H章 《船舶及港口管制(渡輪終點碼頭)規例》 附表1：供渡輪船隻使用的終點碼頭